# Douglas Gracey

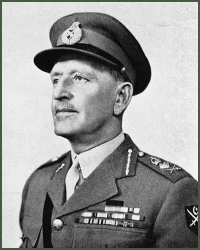
General Sir Douglas David Gracey, 1958

Sir Douglas David Gracey (* 3. September 1894 in Muzaffarnagar, Britisch-Indien; † 5. Juni 1964 in Surrey, Vereinigtes Königreich) war ein britischer Offizier der British Indian Army. Er diente in beiden Weltkriegen und beendete seine Karriere als Stabschef der Armee Pakistans.

## Leben
Gracey verließ 1915 die Militärakademie Sandhurst. Er diente im Ersten Weltkrieg bei einer Gurkhaeinheit in Frankreich. Während des Zweiten Weltkriegs wurde er im Nahen Osten und Südostasien eingesetzt. 1942 wurde er zum Generalmajor befördert und damit betraut, die 20. Indische Division aufzubauen und zu führen.
Im September 1945 war er der Befehlshaber des britischen Expeditionskorps, das im September 1945 in Cochinchina landete. Gracey betrieb dabei einen aggressiven Kurs gegen die Viet Minh, um die französische Kolonialherrschaft wiederherzustellen. So vertrieb er das Viet-Minh-Komitee für Cochinchina aus dem Palast des Generalgouverneurs und reagierte auf einen Generalstreik der Viet Minh mit dem Kriegsrecht. Mithilfe ehemaliger französischer Kriegsgefangener und kapitulierter japanischer Soldaten konnte er bis zum Eintreffen französischer Truppen die Viet Minh im Süden des Landes in den Untergrund treiben.
Gracey schloss seine Karriere als Oberbefehlshaber des pakistanischen Heeres von 1948 bis 1951 ab.